# Volume de transport
Le volume de transport est une mesure des quantités transportées. Il est notamment exprimé en voyageurs-kilomètres pour le transport de passagers et en tonnes-kilomètres pour celui des marchandises.

## Volume de transport
La demande de transport peut se décomposer selon :
{\displaystyle D=Population\times {\frac {trajet}{Population}}\times {\frac {distance}{trajet}}}
avec :
- {\displaystyle Population} : population ;
- {\displaystyle {\frac {trajet}{Population}}} : nombre de trajets par personne;
- {\displaystyle {\frac {distance}{trajet}}} : distance moyenne d'un trajet.

À l'échelle des pays, on emploie les milliards de passagers-kilomètres, notés Gpkm, et les milliards de tonnes-kilomètres, notés Gtkm.
Le tourisme à l'échelle mondiale exerce un effet néfaste sur l'environnement. Selon Nature, il serait hautement souhaitable de limiter la croissance du volume de transport de l'aviation, tout particulièrement celle générée par les vols à longue distance.

### Union européenne
Le constat émanant de l'Union européenne selon lequel « la réduction de la demande pour l’aviation est le moyen le plus efficace de réduire [ses] émissions » pourrait augurer d'un report modal de l'avion court-courrier vers le train.

#### Allemagne
La mobilité à longue distance correspond aux déplacements au-delà de 50 km.
Pour l'Allemagne, la comparaison des années 2008 et 2018 donne les volumes de transport suivants pour les différents modes de transport :
| Gpkm et Gtkm respectivement | 2008                                            | 2018                                            |
| --------------------------- | ----------------------------------------------- | ----------------------------------------------- |
| Ferroviaire                 | Courte distance: 46,971 Longue distance: 35,568 | Courte distance: 55,183 Longue distance: 42,886 |
| Marchandises sur route      | 115,652                                         | 133,000                                         |
| Canaux                      | 0,0281                                          | 0,0141                                          |
| Maritime                    | 0,0346                                          | 0,0203                                          |
| Transports en commun        | Entreprises communales: 48,231 Privées: 31,351  | Entreprises communales: 47,674 Privées: 31,213  |
| Avion (lignes aériennes)    | 159,0                                           | 215,0                                           |
| Motorisé individuel         | 888,5                                           | 934,8                                           |
| Pipe-lines                  | 15,7                                            | 17,2                                            |

Selon une étude de l'Umweltbundesamt (en), la réduction de vitesse sur autoroutes et routes en Allemagne conduirait à un report modal vers le rail, d'autant plus prononcé que la réduction de vitesse serait importante.

#### France
La mobilité à longue distance (aussi appelée « voyage ») correspond aux déplacements au-delà de 80 km. Elle représente en moyenne 6,3 voyages par Français et par an. La mobilité à courte distance, aussi appelée mobilité du quotidien, correspond conséquemment aux déplacements en-deçà de 80 km.